# 世宗特別自治市
座標: 北緯36度35分 東経127度16分 / 北緯36.583度 東経127.267度
世宗特別自治市（セジョンとくべつじちし、朝: 세종특별자치시、英: Sejong Special Self-Governing City）は、大韓民国中部に位置する特別自治市。
ソウルの過密化を解決し、国土の均衡発展を実現するため、忠清南道旧燕岐郡・公州市、忠清北道清原郡を合併して造成された。市内にはソウル特別市、京畿道果川市に分散していた10部3処3庁の政府機関が位置する。市の名称は国民公募を通じて選定され、李氏朝鮮第4代国王世宗の名にちなんでいるほか、世(世)の一番(宗)という意味も併せ持つ。

## 歴史

### 建設への経緯
韓国の首都機能をソウル特別市から韓国中西部に移転する構想は、1970年代からあった。当時大統領だった朴正煕は1976年に、臨時首都候補地を内密に調査するようにとの指示を出した。条件は大田市北方、錦江から可能な限り近い場所で、規模は最終的に人口50万人程度といったものだった。この時に選定されたのは公州市長岐面（現在の世宗特別自治市将軍面）で、大統領官邸・国会・大法院などもすべて移転する計画だった。
この臨時首都移転計画は安保上の問題（ソウルは北朝鮮にかなり距離が近く、通常兵器でも射程範囲内となる）と首都の人口過密解消が目的だった。北朝鮮が軍事境界線からFROG（射程距離70km）を発射しても射程圏を少し外れる地域であることも、候補地選定の条件だった。しかし首都移転の予想費用は5兆ウォン、実際に着工すれば3～4倍になる可能性があり、当時の韓国にはそのような余裕がないと判断された。
2002年大統領選挙で首都移転を公約とした盧武鉉が当選したことにより、首都移転論が再び浮上した。そして実際に推進することになったが、2004年10月に出された憲法裁判所の首都移転違憲判決によって遷都計画は頓挫。最終的には政府行政機関の一部を移転するに留まり、行政中心複合都市として建設が進められることになった。
盧武鉉政権で推進された世宗市事業は首都圏を基盤とする政治勢力と保守系マスコミによって猛反対された。そのため2008年に李明博政権に交代すると、国会では世宗市の性格と範囲を規定した特別法が「漂流」するようになる。政府も移転機関変更告示をしなかった。
2009年9月3日に鄭雲燦首相が、「世宗市計画は非効率的で原案通りの施行は困難」と表明したことをきっかけに、李大統領や鄭夢準ハンナラ党代表も計画修正を打ち出し、与党内部の反対意見を抱えながら11月27日には李大統領が計画修正を明言。2010年1月11日に政府は行政機関移転計画を全面白紙化し、企業や研究機関を新たに誘致して教育・科学中心の経済都市を目指す世宗市計画の修正案を発表した。こうした動きに対し、前政権与党の流れを汲む民主党や忠清南道に強い支持を有する自由先進党のみならず、与党ハンナラ党内でも朴槿恵を支持する親朴派を中心に当初の計画案を推進すべきであるとの声が強く、激しく対立していた。結果的に6月29日の国会本会議で世宗市整備計画修正案は親朴派議員による造反によって賛成105票、反対164票、棄権6で否決された。こうして世宗市への行政機関移転計画は原案通り推進される運びとなった。
2012年7月1日、世宗特別自治市が発足した。

### 市名の由来
2006年12月21日、行政都市建設推進委員会（委員長・韓明淑首相）は全体会議で、行政都市名最終候補の中から「世宗」を選定した。このほか候補には金剛（クムガン）、ハンウルがあった。
この都市名は、李氏朝鮮第4代国王の世宗にちなんだもので、また「世の中（世）の一番上（宗）という意味を持つ」という。

### 行政区域の変遷
- 2012年7月1日 - 忠清南道燕岐郡鳥致院邑・東面・西面・南面・錦南面・全東面・全義面・小井面を世宗特別自治市に改編（1邑9面）。
  - 忠清南道公州市儀堂面・長岐面の各一部をもって将軍面を設置。
  - 忠清南道公州市反浦面の一部が錦南面に編入。
  - 忠清北道清原郡芙蓉面の大部分を芙江面に改編。
  - 西面が燕西面に改称。
  - 東面が燕東面に改称。
  - 南面が燕岐面に改称。
  - 燕岐面・錦南面および忠清南道公州市長岐面の各一部をもってハンソル洞を設置。
- 2020年7月15日（1邑9面）
  - 燕東面・錦南面の各一部がソダム洞に編入。
  - 燕岐面の一部がトダム洞に編入。
- 2022年7月1日（1邑9面）[8]
  - 燕岐面の一部がセロム洞・ヘミル洞に分割編入。
  - 燕東面の一部が盤谷洞に編入。

なお、韓国の地方行政においてはソウル特別市、および主要都市の広域市とほぼ同じ権限を持っているため、道からは独立する行政となる。

### 人口変動
当初、生活基盤施設が十分整備されておらず、多くの政府公務員がソウル都市圏から通勤し、夜間人口が少なく休日には人がいなくなることから「セベリア」（世宗とシベリアの合成語）と揶揄されたこともあったが、その後公務員の転居が進み、人口は増加している。
- 2015年10月 - 世宗特別自治市の住民登録人口が20万人を突破した。
- 2018年6月 - 世宗特別自治市の住民登録人口が30万人を突破した。

### 今後の予定
世宗市は現在も建設中であり、2007年から2030年までに3段階の事業計画が進められている。最終的に2030年には面積73平方キロメートル、人口50万人を達成するように設計されている。2030年の人口予定は80万人ともいう。

## 行政

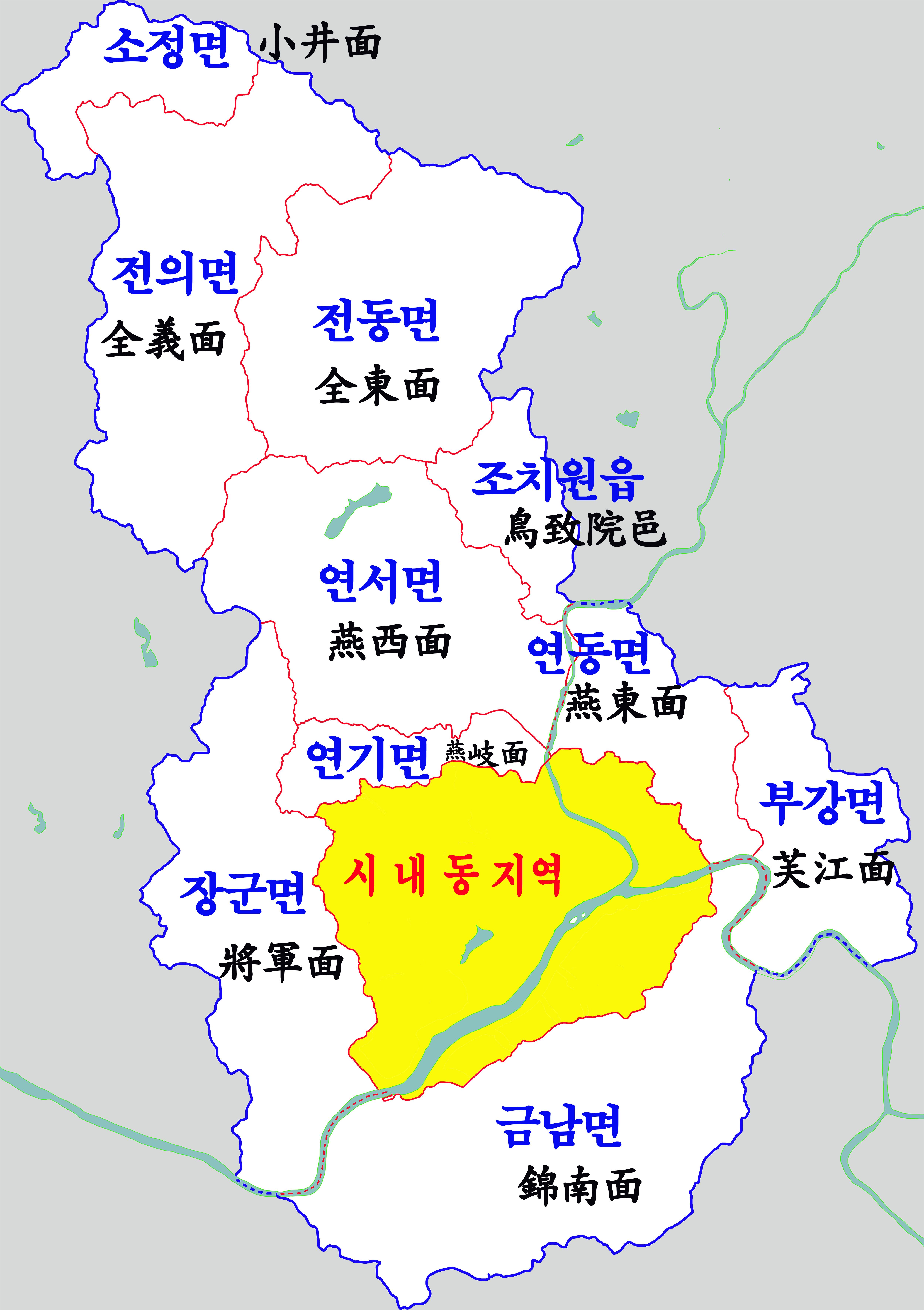
行政区域図（各行政洞地域除外）

行政区域図（各行政洞地域）

特別自治市は特別市・広域市や道と違って下位に区や郡・市を置かない、韓国の地方行政区分としては特殊な形態の広域自治体である。
| 行政洞・邑・面 | 法定洞・法定里 |
| -------------- | --- |
| ハンソル洞     | カラム洞、ハンソル洞 |
| トダム洞       | トダム洞 |
| オジン洞       | オジン洞 |
| アルム洞       | アルム洞 |
| 宗村洞         | 宗村洞 |
| コウン洞       | コウン洞 |
| ポラム洞       | ポラム洞 |
| セロム洞       | セロム洞 |
| 羅城洞         | 羅城洞、世宗洞 |
| ソダム洞       | ソダム洞 |
| 大平洞         | 大平洞 |
| タジョン洞     | タジョン洞 |
| ヘミル洞       | サヌル洞、ヘミル洞、ヌリ洞、ハンビョル洞 |
| 盤谷洞         | 盤谷洞、集賢洞、合江洞、タソム洞、龍湖洞 |
| 鳥致院邑       | 元里、上里、平里、校里、貞里、明里、南里、砧山里、新興里、竹林里、磻岩里、新安里、鳳山里、瑞倉里 |
| 燕東面         | 内板里、文舟里、鳴鶴里、鷹岩里、老松里、礼養里、松龍里、合江里 |
| 燕西面         | 月河里、双銭里、性斉里、高福里、龍岩里、双流里、青羅里、起龍里、新垈里、菊村里、瓦村里、釜洞里、鳳岩里 |
| 燕岐面         | 燕岐里、洑通里、訥旺里、水山里 |
| 錦南面         | 龍浦里、鉢山里、柑城里、斗満里、龍潭里、丑山里、金川里、永峙里、南谷里、黄龍里、永垈里、達田里、朴山里、大朴里、芙蓉里、長在里、壺灘里、新村里、道岩里、聖徳里、霊谷里、聖岡里、鳳岩里、菊谷里、元峰里、道南里 |
| 全東面         | 芦長里、鳳台里、青松里、石谷里、宝徳里、松谷里、松亭里、青藍里、美谷里、松城里、深中里 |
| 全義面         | 邑内里、東校里、西井里、元省里、新興里、柳川里、観亭里、新井里、老谷里、莘芳里、霊堂里、陽谷里、達田里、金沙里、多方里                                                                                         |
| 小井面         | 小井里、雲堂里、大谷里、高登里 |
| 将軍面         | 道渓里、坪基里、大橋里、鳳安里、錦岩里、下鳳里、隠龍里、山鶴里、松文里、松亭里、松鶴里、龍峴里、龍岩里、台山里                                                                                                 |
| 芙江面         | 芙江里、杏山里、山水里、葛山里、文谷里、登谷里、盧湖里、黔湖里 |

### 市長
第8回全国同時地方選挙で当選した国民の力所属の崔旼鎬（チェ·ミンホ、최민호）が2022年7月1日より第4代市長を務める。

### 市議会
世宗特別自治市議会は定数20で、定数18の小選挙区と定数2の比例代表によって構成される。設置以来初の選挙となった第6回全国同時地方選挙以降、共に民主党が一貫して多数派を占めている。

世宗特別自治市議会の構成
共に民主党（13）
国民の力（7）

### 行政機関
- 行政中心複合都市建設庁
- 世宗特別自治市教育庁
- 世宗特別自治市選挙管理委員会
- 世宗特別自治市警察庁
  - 世宗北部警察署
  - 世宗南部警察署
  - 政府世宗庁舎警備隊
- 世宗特別自治市消防本部
  - 世宗北部消防署
  - 世宗南部消防署

## 人口
世宗特別自治市の年度別人口の推移
| 年度   | 総人口(人) |
| ------ | ---------- |
| 2012年 | 113,117    |
| 2013年 | 122,153    |
| 2014年 | 156,125    |
| 2015年 | 210,884    |
| 2016年 | 243,048    |
| 2017年 | 280,100    |
| 2018年 | 314,126    |
| 2019年 | 340,575    |
| 2020年 | 355,831    |
| 2021年 | 371,895    |
| 2022年 | 383,591    |
| 2023年 | 386,525    |
| 2024年 | 390,685    |

## 交通

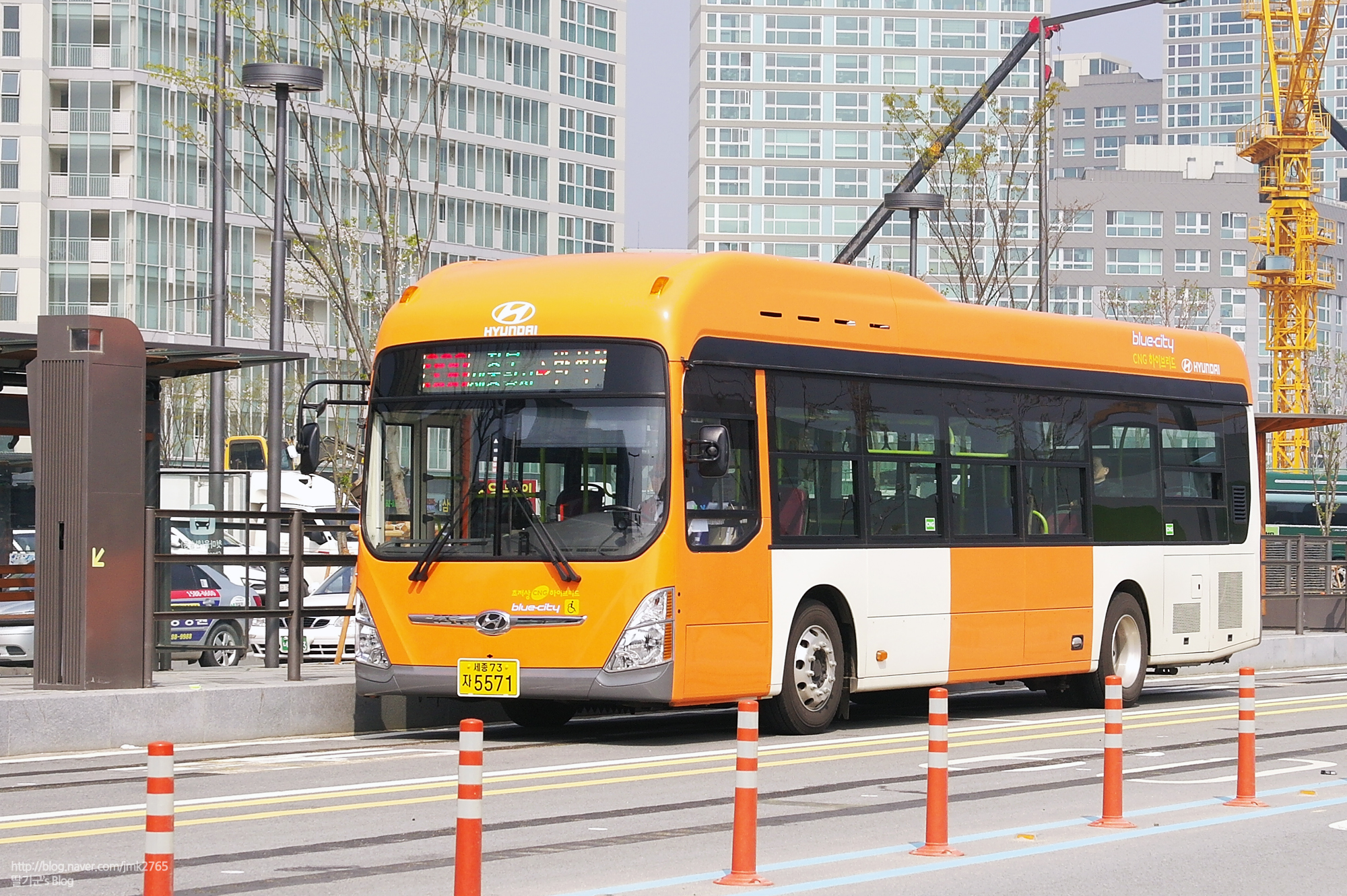
世宗特別自治市BRT（バス・ラピッド・トランジット）

### 鉄道
- 韓国鉄道公社（KORAIL）
  - 京釜線：小井里駅 - 全義駅 -全東駅 - 瑞倉駅 - 鳥致院駅 - 内板駅 - 芙江駅 - 梅浦駅
  - 忠北線：鳥致院駅

この他、市内を京釜高速線・湖南高速線・五松線が通過しているが、市内に駅は設置されていない。ただし、KTX・SRT停車駅の五松駅（忠清北道清州市興徳区）は鳥致院駅から3.5kmの距離にあり、バスで連絡できる。

### 高速道路
- 唐津-盈徳高速道路
  - 西世宗インターチェンジ - 南世宗インターチェンジ

### 国道
- 国道1号
- 国道23号
- 国道36号線 (韓国)（朝鮮語版）
- 国道43号線 (韓国)（朝鮮語版）

### バス
- 鳥致院共用バスターミナル - 鳥致院駅近くにあり、高速バス・市外バスともに発着する。高速バスはソウル高速バスターミナルより60分間隔で、所要時間1時間30分。鳥致院駅までシャトルバスのように番号のない路線バスが10分位の間隔で運行する。
- 弘益大鳥致院 - ソウル高速バスターミナルまで1日5本運行。
- 高麗大鳥致院 - ソウル高速バスターミナルまで1日5本運行。
- 世宗高速市外バスターミナル - 世宗新都市内にあり、高速バス・市外バスともに発着する。高速バスはソウル高速バスターミナルより50分間隔で、1日50本運行する。その中、43本は世宗庁舎停留場経由、7本は世宗研究団地経由で運行する。所要時間1時間35分。
- 世宗庁舎停留場 - ソウル高速バスターミナルまで1日70本運行。空港バスは運行していたが、新型コロナのため、空港利用者数が大幅減り、今は休止中。
- 世宗研究団地 - 京釜高速道路竹田停留場経由、ソウル高速バスターミナルまで1日13本運行。
- 世宗国務調整室 - 京釜高速道路竹田停留場経由、ソウル高速バスターミナルまで1日13本運行。
- 世宗市庁 - 京釜高速道路竹田停留場経由、ソウル高速バスターミナルまで1日13本運行。
- 市内バスで、五松駅より鳥致院（清州市内バスと世宗市内バス）、世宗新都市（世宗市内バス）と結ばれている。

## 教育

### 大学校
国立
- 公州大学校世宗キャンパス
- ソウル大学校世宗キャンパス
- 忠南大学校世宗キャンパス
- 忠北大学校世宗キャンパス
- ハンバッ大学校世宗キャンパス

私立
- 高麗大学校世宗キャンパス（分校）
- 大田カトリック大学校
- 弘益大学校世宗キャンパス

### 専門大学
- 韓国映像大学校

### 大学院大学
- 韓国開発研究院国際政策大学院大学校

## 移転機関
当初、中央省庁の18部4処16庁（部は日本の省に相当）のうち、12部4処2庁が移転することが内定していたが、2008年の李明博政権発足に伴う政府組織改編で、9部2処2庁に変更され、2017年1月に移転が完了した。2017年5月に成立した文在寅政権では、移転機関の数が18部5処17庁に変更された。2019年には行政安全部、および果川市から科学技術情報通信部の移転が確定した。